# Antoni Konopka
Antoni Jacek Konopka (ur. 9 lipca 1959 w Nysie) – polski samorządowiec, urzędnik i rolnik, w latach 2010–2018 i od 2020 członek zarządu województwa opolskiego, od 2014 do 2016 w randze wicemarszałka.

## Życiorys
Ukończył studia zootechniczne na Akademii Rolniczej we Wrocławiu, a także studia podyplomowe z finansów i bankowości na Akademii Ekonomicznej we Wrocławiu. Był właścicielem gospodarstwa rolnego i prezesem Izby Rolniczej w Opolu. Został pełnomocnikiem prezesa Agencji Restrukturyzacji i Modernizacji Rolnictwa oraz szefem jej opolskiego oddziału regionalnego.
Przystąpił do Polskiego Stronnictwa Ludowego, z listy którego w 2001, 2005, 2007, 2011, 2015 i 2019 bez powodzenia kandydował do Sejmu. W 2002 uzyskał mandat radnego sejmiku opolskiego II kadencji, w 2006 i 2010 nie zostawał ponownie wybrany. Po wyborach w 2014, 2018 i 2024 ponownie zasiadał w tym organie. 2 grudnia 2010 powołany na stanowisko członka zarządu województwa opolskiego, odpowiedzialnego za sprawy rozwoju wsi i rolnictwa oraz Program Rozwoju Obszarów Wiejskich. 28 listopada 2014 przeszedł na fotel wicemarszałka, 26 kwietnia 2016 ponownie został członkiem zarządu, gdy fotel wicemarszałka objął Stanisław Rakoczy. 21 listopada 2018 zakończył pełnienie funkcji, natomiast w wyniku wewnątrzpartyjnych ustaleń 26 maja 2020 powrócił do zarządu. W 2023 startował do Sejmu z ramienia współtworzonej przez ludowców Trzeciej Drogi.

## Życie prywatne
Syn Józefa i Heleny. Jest żonaty, ma dwoje dzieci.